# Prodegeeria malayana
Prodegeeria malayana là một loài ruồi trong họ Tachinidae.